# سری لیمان

سری لیمان

در فیزیک و شیمی، سری لیمان (به انگلیسی: Lyman series) به یک سری از انتقال الکترون از مدارهای دوم یا بیشتر از آن به مدار پایه گفته می‌شود. این انتقال‌ها با تابش فوتون‌هایی همراه هستند که طول موج آنها در بخش فرابنفش قرار می‌گیرد و خطوط مشخصی را ایجاد می‌کند. 
به خط اول (که انتقال از مدار دوم به مدار اول است و بلندترین طول موج را دارد) خط لیمان-آلفا و خط دوم (انتقال از مدار سوم به مدار اول) خط لیمان-بتا می‌گویند و این نامگذاری همین‌گونه ادامه می‌یابد. این سری به افتخار کاشف آن تئودور لیمان نام‌گذاری شده‌است.
طول موج‌های سری لیمان از فرمول ریدبرگ به دست می‌آیند:
{\displaystyle {1 \over \lambda }=R\left(1-{1 \over n^{2}}\right)\qquad \left(R=1.0974\times 10^{7}{\mbox{m}}^{-1}\right)}
که n عدد کوانتمی اصلی است و می‌تواند ۲ یا بیشتر از آن باشد (یعنی n = ۲،۳،۴،...). 
| {\displaystyle n} | 2     | 3     | 4    | 5    | 6    | 7    | 8    | 9    | 10   | 11   | {\displaystyle \infty } |
| طول‌موج (nm)       | 121.5 | 102.5 | 97.2 | 94.9 | 93.7 | 93.0 | 92.6 | 92.3 | 92.0 | 91.9 | 91.12 (حد لیمان)        |